# Innes Lloyd
Innes Lloyd (24 de diciembre de 1925 - 23 de agosto de 1991) era un productor británico de televisión, famoso por su trabajo como productor en la serie Doctor Who.

## Primeros años y Doctor Who
Tras servir en la marina hacia el final de la Segunda Guerra Mundial, Innes Lloyd se entrenó como actor en la Real Escuela Central de Oratoria y Drama. Se unió a la BBC en los años cincuenta, inicialmente para emisiones exteriores, cubriendo eventos deportivos como Wimbledon, golf y carreras de motos. También produjo las retransmisiones de importantes eventos como el discurso de la Reina en el funeral de estado de Winston Churchill o el Festival de Eurovisión 1960 que se celebró en Londres.
Lloyd comenzó su carrera en ficción trabajando en populares series como Doctor Who en los años sesenta. Fue el tercer productor del programa, durante dos temporadas entre The Celestial Toymaker y The Enemy of the World (excepto The Tomb of the Cybermen que produjo experimentalmente Peter Bryant para probar si podría suceder a Lloyd). Su mayor contribución al programa fue desarrollar la idea que permitió reemplazar al actor protagonista cada vez que fuera necesario. Esto sucedió cuando el protagonista William Hartnell comenzó a tener dificultades de salud que le obligaron a abandonar la serie en 1966.
Lloyd y el editor de guiones Gerry Davis tuvieron una idea intrigante para cambiar al Doctor. Al ser una criatura alienígena, decidieron que tendría el poder de cambiar su cuerpo cuando estuviera al borde de la muerte por enfermedad o heridas, un proceso que más tarde sería conocido dentro de la mitología de la serie como regeneración. Mientras John Wiles, el predecesor como productor de Lloyd, había pretendido reemplazar a Hartnell con otro actor, pero interpretando el mismo personaje, Lloyd y Davis decidieron cambiar por completo la personalidad y la apariencia del Doctor. Escogieron al actor Patrick Troughton, tras considerar al actor Peter Jeffrey, y Troughton debutó en noviembre de 1966 tras mostrarse el cambio de imagen de Hartnell al final de la historia The Tenth Planet. En ese serial también se introdujeron los populares Cybermen, villanos que se volverían a enfrentar al Doctor a lo largo de los años innumerables veces. De hecho, Lloyd desarrolló una era de creación de monstruos del programa, presentando monstruos longevos y recordados como los Guerreros de Hielo y el Yeti.

## Otros trabajos
Innes Lloyd también trabajo en Thirty-Minute Theatre, la serie de fútbol United! y Dead of Night, pero es más recordado como el productor de dramas más pestigiosos. Como productor de dramáticos de la BBC entre los setenta y los ochenta, sus proyectos elegidos solían ser biográficos. Colaborando con autores como Roger Milner y Don Shaw, adaptó a la pequeña pantalla biografías de muy diverso tipo de héroes como Orde Wingate y Sir Arthur Harris, los Campbells Donald y Malcolm, o el primer director general de la BBC, John Reith. También exploró las nociones de lo inglés en el siglo XX con producciones como England, Their England, East of Ipswich y An Englishman's Castle, protagonizada por Kenneth More, una visión distópica de las consecuencias de perder la Segunda Guerra Mundial. Fue un colaborador frecuente con Alan Bennet, con quien empezó a trabajar en 1972 en la comedia A Day Out, y siguió trabajando en producciones icónicas como la primera temporada de Talking Heads, hasta la muerte de Lloyd en 1991. También produjo An Englishman Abroad y su secuela A Question of Attribution, concluida muy cerca de su muerte, el 23 de agosto de 1991, a los 65 años.